# Orthonops giulianii
Orthonops giulianii är en spindelart som beskrevs av Norman I. Platnick 1995. Orthonops giulianii ingår i släktet Orthonops och familjen Caponiidae. Inga underarter finns listade i Catalogue of Life.